# FSR Tarpan
FSR Tarpan — серия польских пикапов, выпускавшихся на заводе FSR с 1972 по 1995 год.

## История
Автомобили FSR Tarpan серийно производились с 1972 года. До 1976 года автомобили делали на базе FSO Warszawa и Żuk, с 1976 года — на базе Fiat 125. Изначально автомобиль назывался Warta-2.
Модификация Tarpan 233 производилась на заводе FSC. В 1973—1974 годах было произведено около 1832 экземпляров. Двигатель взят от модели Warszawa 223 (S-21).
С 1 июля 1975 года завод WZNS был переименован в FSR. Несмотря на это, на автомобили продолжали ставить комплектующие от моделей FSC.
Долгое время автомобиль Tarpan 233 производился в стандартном виде — пикап с кузовом, покрытым брезентом. Для автомобилей также производился одноосный прицеп Tarpan D233 того же типоразмера грузоподъёмностью до 400 кг. С августа 1976 года также производились модификации Tarpan 233 Pickup и Tarpan 233 Kombi с закрытым кузовом и грузоподъёмность на 100 кг меньше, чем у других вариантов. В зависимости от двигателя, автомобиль назывался Tarpan F233 (двигатель Fiat) или Tarpan S233 (двигатель S-21).
С 1975 года автомобиль Tarpan 233 экспортировался в Грецию и в Иран.
С 1978 года производился также опытный экземпляр Tarpan 234 с полноприводной компоновкой. В 1982 году автомобили семейства FSR Tarpan были модернизированы (индекс — Tarpan 237). Модернизация проходила путём замены радиаторной решётки, передних крыльев, переднего бампера и подфарников.
С 1983 года на автомобили FSR Tarpan устанавливались дизельные двигатели внутреннего сгорания Perkins 3P (индекс — Tarpan 239D), а с 1988 года — Andoria 4C90 (индекс — Tarpan 237D). В том же году завод планировалось закрыть, однако производство автомобилей FSR Tarpan продолжилось до 1995 года.

## Галерея

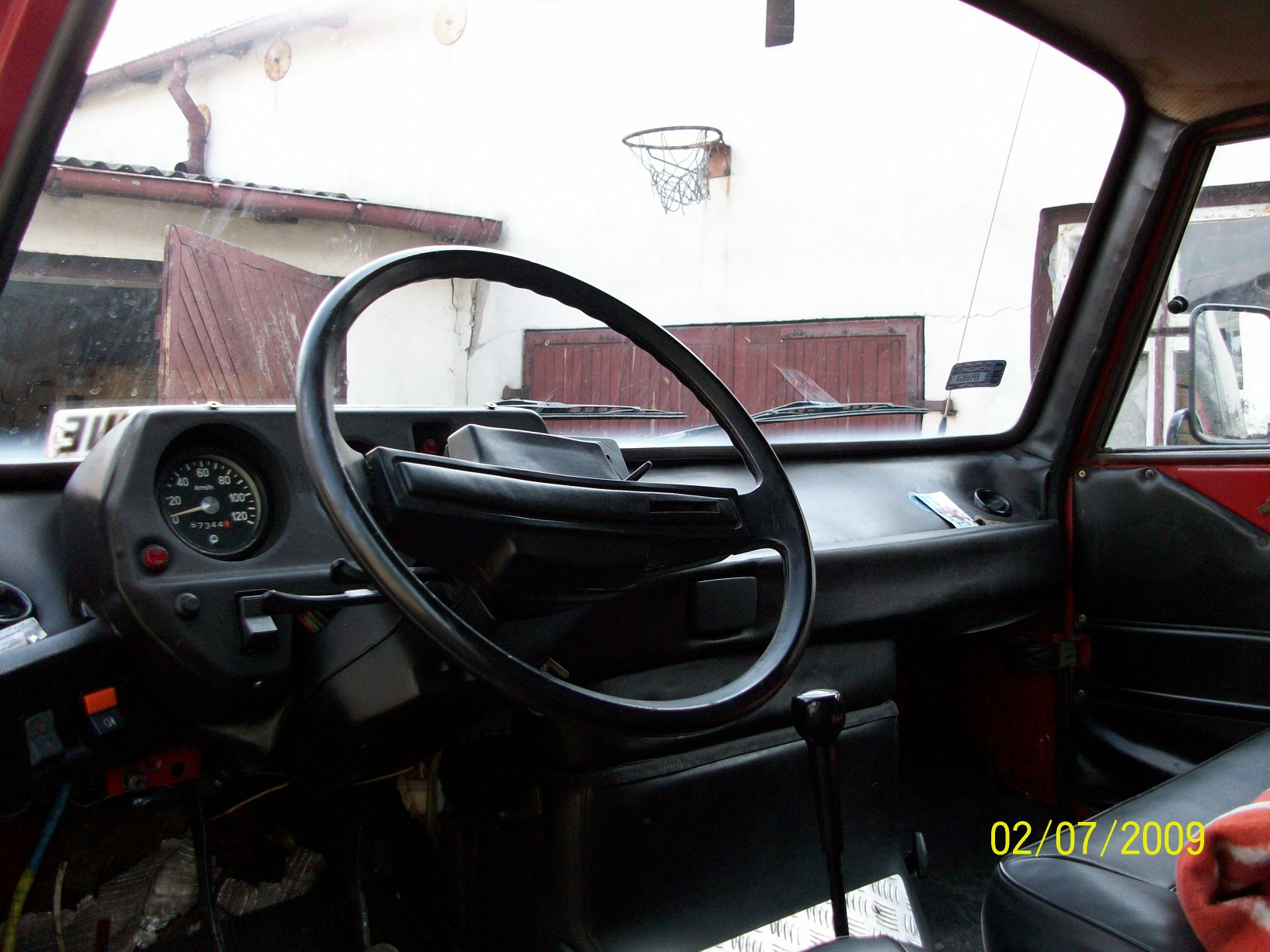
Место водителя Tarpan 239D
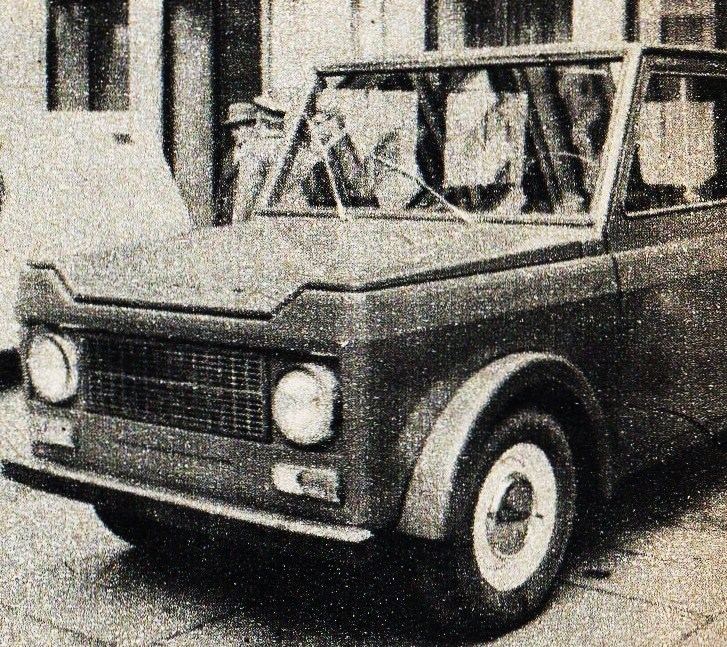
Warta-2
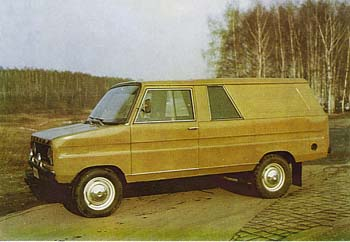
Tarpan 233 Kombi
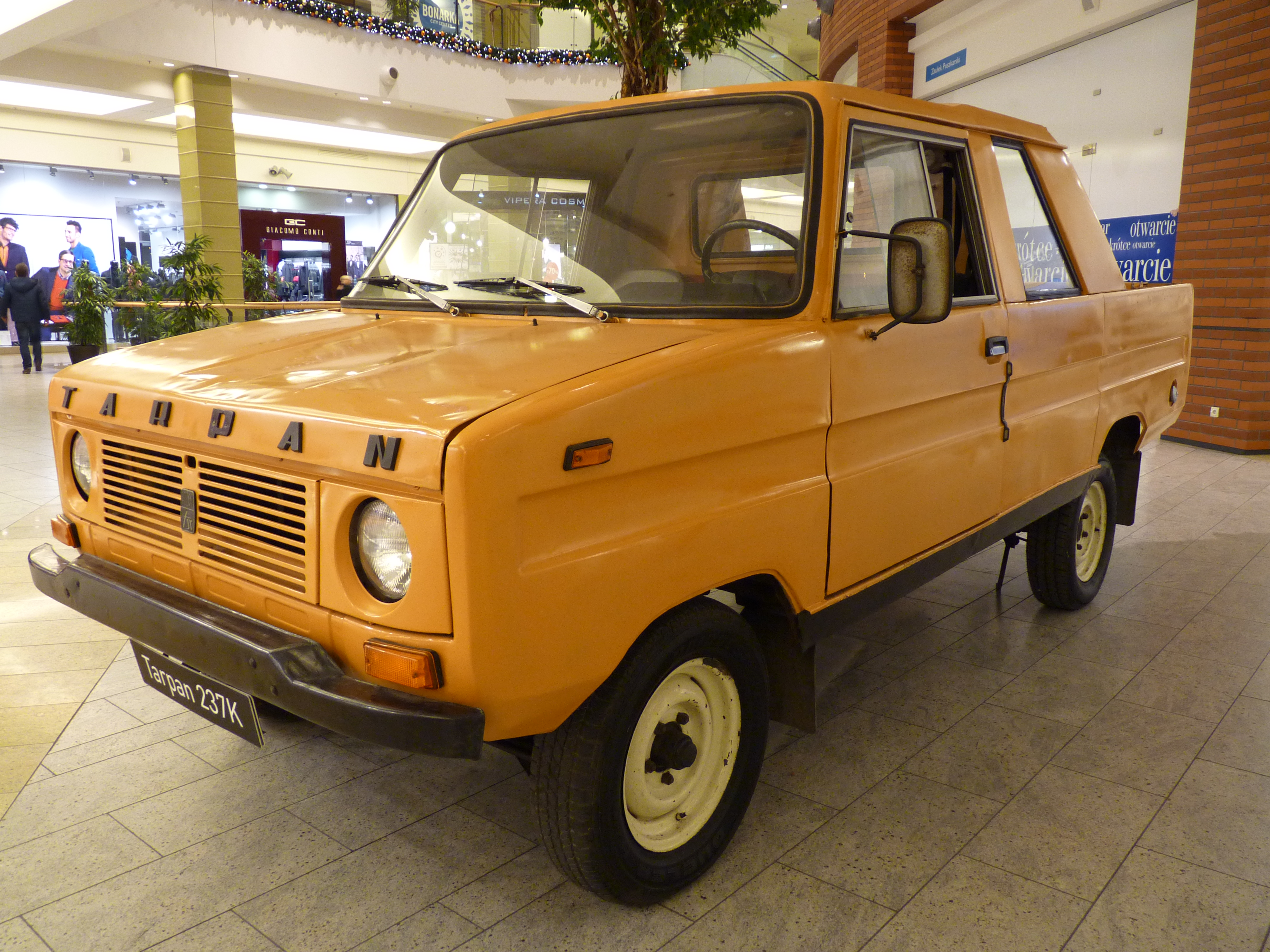
FSR Tarpan 237S
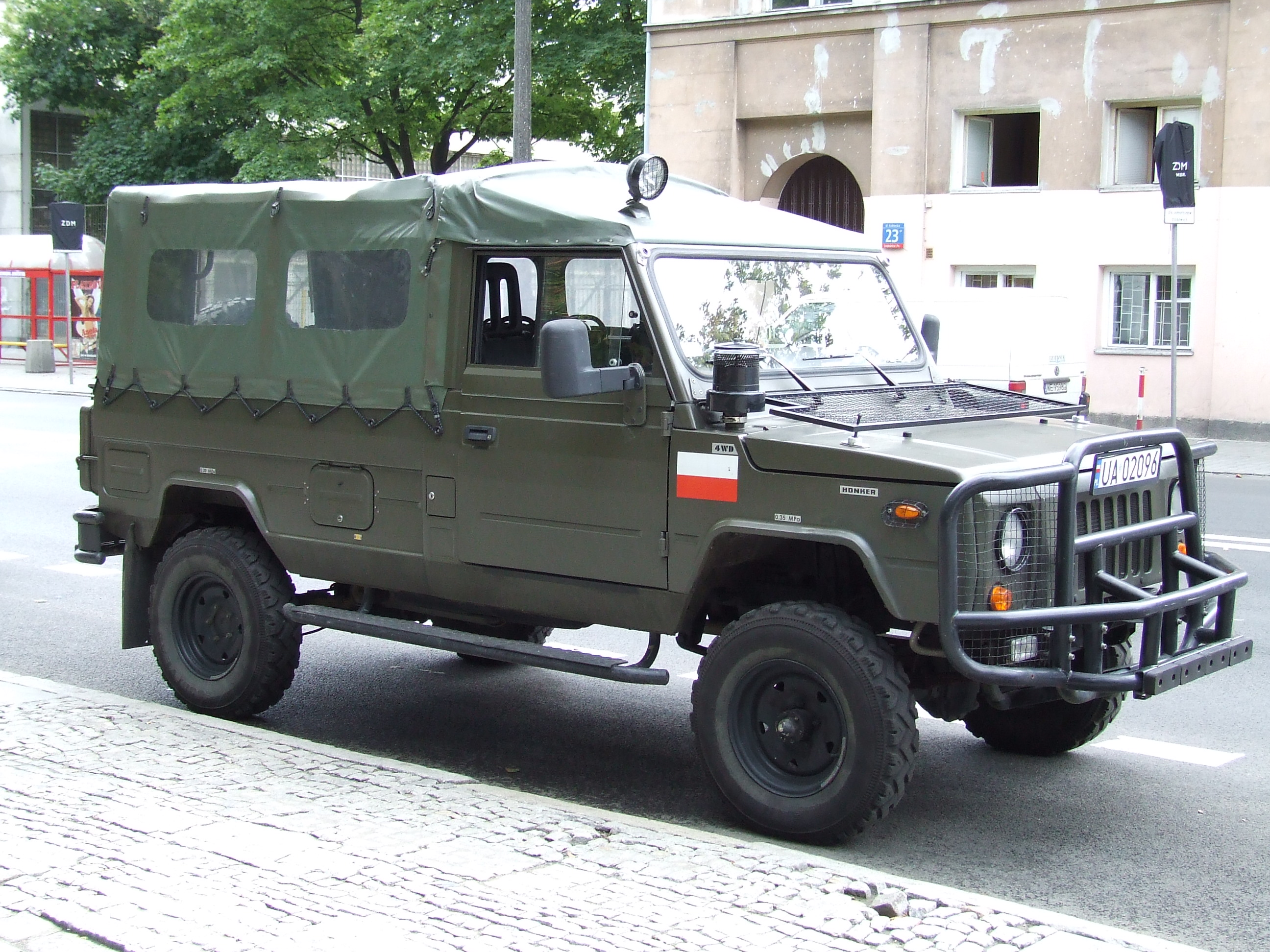
Tarpan Honker
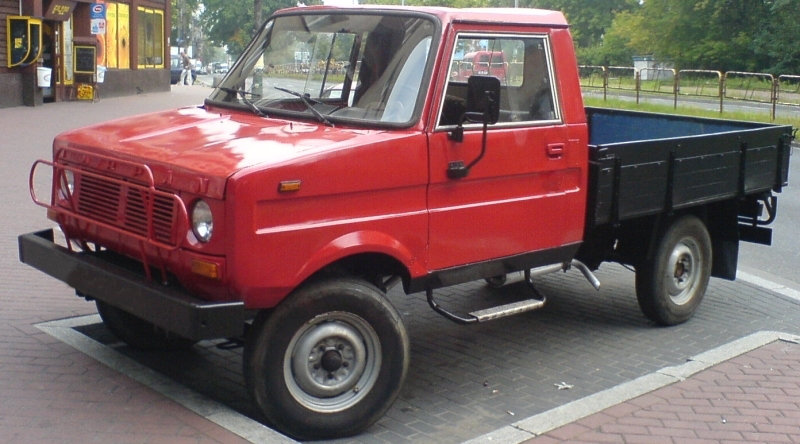
Tarpan 239D